# Don't Know What to Do
〈Don't Know What to Do〉是韓國女子音樂組合BLACKPINK的歌曲，收錄於她們的第二張迷你專輯《Kill This Love》中，作為專輯的副主打歌曲由Genie音樂、YG Plus和新視鏡唱片於2019年4月5日釋出。歌曲是由泰迪、24、布萊恩·李、Bekuh BOOM和R.Tee共同創作，泰迪亦是這首歌曲的主要製作人。

## 背景
歌曲名稱在2019年4月1日揭曉，它被設定為《Kill This Love》的副主打歌曲，同專輯中其它收錄曲在4月5日晚間0時由Genie音樂、YG Plus和新視鏡唱片共同發行，海外方面則在各個國家的標準時間4月5日0時釋出，而時差比韓國快的國家會在韓國標準時同步首發，以避免音源提前洩漏。

## 音樂影片
自首張韓語迷你專輯《Square Up》起，YG娛樂便未再替專輯中的第二首主打歌曲另外拍攝音樂錄影帶，這次的回歸亦然，僅為〈Don't Know What to Do〉拍攝了舞蹈練習影片。影片於2019年4月16日在BLACKPINK的YouTube官方頻道上發佈。截至2019年5月，該影片在YouTube上擁有超過一億次的觀看次數。

## 現場表演
〈Don't Know What to Do〉與首支主打歌曲〈Kill This Love〉均是主要推廣的歌曲。BLACKPINK在專輯發行的第一週即登上文化廣播公司（MBC）旗下節目《Show! 音樂中心》和SBS音樂放送節目《人氣歌謠》的舞臺，以宣傳歌曲。除了於韓國演出之外，BLACKPINK也在美國的音樂祭科切拉音樂節帶來《Don't Know What to Do》的現場表演，而BLACKPINK正在進行的In Your Area世界巡迴演唱會也從第二巡迴階段北美洲起，將《Don't Know What to Do》加入至各場次的表演歌單中。

## 商業成績
在韓國，〈Don't Know What to Do〉在Gaon音樂榜單曲週榜以第121名首次亮相，歌曲於進榜次週達到了第38名的峰值。歌曲也打入了《告示牌》在韓國開設的冠名音樂排行榜韓國流行百大單曲榜，登上了第46名的位置。

## 製作人員
名單摘自〈Don't Know What to Do〉唱片內頁文字說明。
- 泰迪 – 鍵盤1
- R.Tee – 鍵盤2
- 24 – 合成器
- Lee Eunkyu – 吉他

## 榜單表現
| 榜單（2019年）                         | 峰值 |
| -------------------------------------- | ---- |
| 日本（日本《告示牌》百强单曲榜）       | 49   |
| 馬來西亞（馬來西亞唱片業協會）         | 2    |
| 新西兰（新西兰唱片音乐协会熱門單曲榜） | 11   |
| 韓國（韓國流行音樂百大單曲榜）         | 46   |
| 韓國（Gaon單曲榜）                     | 38   |
| 韓國（Gaon下載榜）                     | 18   |
| 韓國（Gaon串流榜）                     | 43   |
| 韓國（Gaon背景音樂榜）                 | 78   |
| 韓國（Gaon手機鈴聲榜）                 | 65   |
| 美國（《告示牌》世界單曲暢銷榜）       | 4    |

| 榜單（2019年）         | 峰值 |
| ---------------------- | ---- |
| 韓國（Gaon單曲榜）     | 58   |
| 韓國（Gaon下載榜）     | 30   |
| 韓國（Gaon串流媒體榜） | 65   |

## 發行歷史
| 地區 | 日期         | 格式                 | 廠牌                                   |
| ---- | ------------ | -------------------- | -------------------------------------- |
| 韓國 | 2019年4月5日 | 數位音樂下載、流媒体 | YG娛樂、YG Plus、Genie音樂、新視鏡唱片 |
| 多國 | 2019年4月5日 | 數位音樂下載、流媒体 | YG娛樂、YG Plus、Genie音樂、新視鏡唱片 |